# حيود فرينل

حيود فرينل

في  البصريات، معادلة حيود فرينل لحيود المجال القريب، هي تقريب لحيود كيرشوف-فرينل الذي يمكن تطبيقه على انتشار الموجات في المجال القريب.  ويتم استخدامه لحساب نمط الحيود الناتج عن مرور الموجات عبر فتحة أو حول جسم ما، عند مشاهدتها من مسافة قريبة نسبيًا من الجسم. وعلى النقيض من ذلك، يتم تحديد نمط الحيود في منطقة المجال البعيد بواسطة معادلة حيود فراونهوفر.
يمكن تحديد المجال القريب بواسطة رقم فرينل، F ، للترتيب البصري. وعندما تكون {\displaystyle F\ll 1} فالموجة المنحرفة تكون موجودة في مجال فراونهوفر. ومع ذلك، يتم استنتاج صحة تكامل حيود فرينل من خلال التقريبات المستنتجة أدناه. وبشكل محدد، يجب أن تكون حدود الطور من الدرجة الثالثة وما فوق ضئيلة، وهو الشرط الذي يمكن صياغته على النحو التالي:{\displaystyle {\frac {F\theta ^{2}}{4}}\ll 1,}
حيث 𝜃 تمثل الزاوية القصوى التي يتم وصفها من خلال  𝜃 ≈ 𝑎 / 𝐿
a و L  متشابهان كما هو الحال في تعريف رقم فرينل. ومن ثم يمكن تقريب هذا الشرط على النحو التالي
{\displaystyle {\frac {a^{4}}{4L^{3}\lambda }}\ll 1}

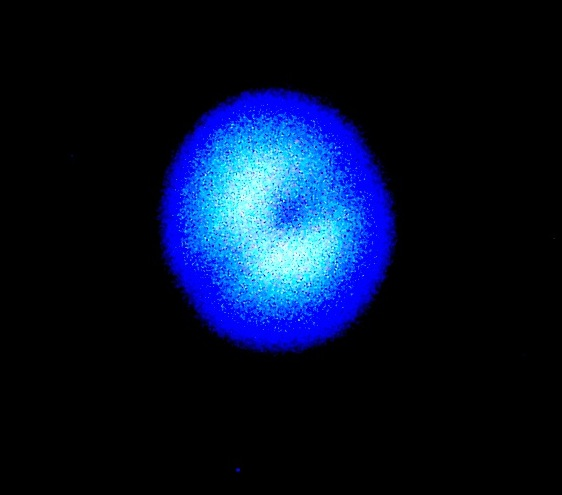
حيود فرينل يظهر بقعة أراجو المركزية

يؤدي حيود فرينل المتعدد عند الحواف الدورية المتقاربة ( المرآة المحدبة ) إلى الانعكاس المرآوي، أو الانعكاس المنتظم؛ ويمكن استخدام هذا التأثير في المرايا الذرية.

## العلاجات المبكرة لهذه الظاهرة
بعض الأعمال المبكرة حول ما أصبح يُعرف باسم حيود فرينل، تم تنفيذه من خلال الفيزيائي الإيطالي  فرانشيسكو ماريا جريمالدي في القرن السابع عشر. من خلال دراسته المعنونة بــ "الضوء"،  يشرح ريتشارد سي ماكلورين حيود فرينل من خلال طرح تساؤل حول ما يحدث عندما ينتشر الضوء، وكيف تتأثر هذه العملية عندما يتم وضع حاجز به شق أو ثقب في الشعاع الناتج عن مصدر بعيد للضوء. وهو يستخدم مبدأ هويغنس للتحقيق، وتفسير ذلك من وجهة النظر الكلاسيكية، إن جبهة الموجة التي تنتقل من الشق إلى شاشة الكشف على مسافة بعيدة تقترب بشكل كبير من جبهة الموجة التي تنشأ عبر منطقة الفجوة دون مراعاة أي تفاعلات دقيقة مع الحافة المادية الفعلية.

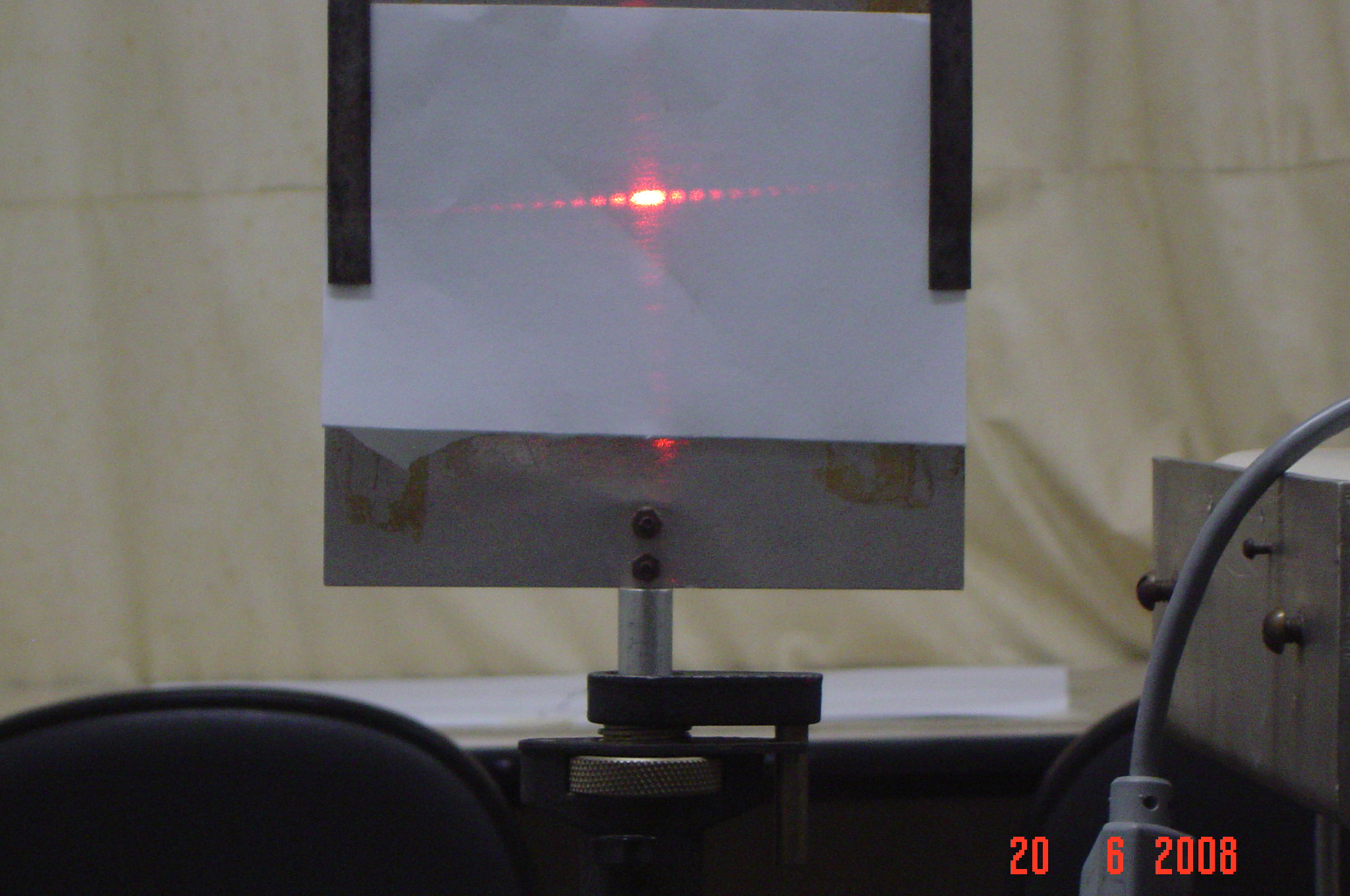

والنتيجة في ذلك، هي أنه إذا كانت الفجوة ضيقة جدًا، فلا يمكن أن تحدث إلا أنماط حيود ذات المراكز المضيئة. وإذا ما تم توسيع الفجوة بشكل تدريجي، فإن أنماط الحيود ذات المراكز المظلمة سوف تتناوب مع أنماط الحيود ذات المراكز المضيئة. ومع اتساع الفجوة، تقل الفروق بين النطاقات المظلمة والمضيئة حتى يصبح من غير الممكن اكتشاف تأثير الحيود.
ماكلورين لم يشر إلى احتمال أن يكون مركز سلسلة حلقات الحيود الناتجة عندما يسلط الضوء عبر ثقب صغير ربما يكون أسود، ولكنه يشير إلى الوضع العكسي حيث يمكن للظل الناتج عن جسم دائري صغير أن يكون له- على نحو متناقض- مركزًا مضيئًا.
يقدم فرانسيس ويستون سيرز، في كتابه "البصريات"   تقريبًا رياضيًا من اقتراح فرينل يتنبأ بالسمات الرئيسية لأنماط الحيود ويستخدم الرياضيات البسيطة فقط. من خلال النظر في المسافة العمودية من الثقب الموجود في شاشة الحاجز إلى شاشة الكشف القريبة بالإضافة إلى الطول الموجي للضوء الساقط، من الممكن حساب عدد من المناطق تسمى عناصر نصف الدورة أو مناطق فرينل. المنطقة الداخلية منها عبارة عن دائرة، وكل منطقة تالية ستكون عبارة عن حلقة حلقية متحدة المركز. إذا كان قطر الثقب الدائري في الشاشة كافياً لكشف منطقة فرينل الأولى أو المركزية، فإن سعة الضوء في وسط شاشة الكشف ستكون ضعف ما ستكون عليه إذا لم يتم إعاقة شاشة الكشف. وإذا كان قطر الثقب الدائري في الشاشة كافياً لكشف منطقتي فرينل، فإن السعة في المركز تكون قريبة من الصفر. وهذا يعني أن نمط حيود فرينل يمكن أن يكون له مركز مظلم. ويمكن رؤية هذه الأنماط وقياسها، فهي تتوافق بشكل جيد مع القيم المحسوبة لها.

## تكامل حيود فرينل

هندسة الحيود، التي توضح مستوى الفتحة (أو الجسم الحيودي) ومستوى الصورة، مع نظام إحداثيات

وفقًا لنظرية حيود رايلي-سومرفيلد، فإن نمط حيود المجال الكهربائي عند نقطة ( x ، y ، z ) يتم تقديمه من خلال الحل التالي لمعادلة هلمهولتز:
{\displaystyle E(x,y,z)={\frac {1}{i\lambda }}\iint _{-\infty }^{+\infty }E(x',y',0){\frac {e^{ikr}}{r}}{\frac {z}{r}}\left(1+{\frac {i}{kr}}\right)\,dx'dy',}
حيث
- {\displaystyle E(x',y',0)} هو المجال الكهربائي عند الفتحة،
- {\displaystyle r={\sqrt {(x-x')^{2}+(y-y')^{2}+z^{2}}},}
- {\displaystyle k} هو رقم الموجة {\displaystyle 2\pi /\lambda }
- {\displaystyle i} هي الوحدة التخيلية.

والحل التحليلي لهذا التكامل سرعان ما يصبح معقدًا بشكل غير عملي بالنسبة لجميع أشكال هندسة الحيود، باستثناء أبسطها. ولذلك، عادة ما يتم حسابه عدديًا.

### تقريب فرينل

مقارنة بين نمط الحيود الناتج عن معادلة رايلي-سومرفيلد، وتقريب فرينل (المحوري)، وتقريب فراونهوفر (المجال البعيد)

إن المشكلة الرئيسة لحل التكامل تكمن في التعبير عن (r). أولاً، يمكننا تبسيط الجبر عن طريق إدخال التعويض أو الاستبدال:
{\displaystyle \rho ^{2}=(x-x')^{2}+(y-y')^{2}.}
وعند التعويض في تعبير r ، نجد
{\displaystyle r={\sqrt {\rho ^{2}+z^{2}}}=z{\sqrt {1+{\frac {\rho ^{2}}{z^{2}}}}}.}
والتالي، من خلال التوسع الثنائي، {\displaystyle {\sqrt {1+u}}=(1+u)^{\frac {1}{2}}=1+{\frac {u}{2}}-{\frac {u^{2}}{8}}+\cdots }
يمكننا التعبير {\displaystyle r} على النو التالي
{\displaystyle {\begin{aligned}r&=z{\sqrt {1+{\frac {\rho ^{2}}{z^{2}}}}}\\&=z\left[1+{\frac {\rho ^{2}}{2z^{2}}}-{\frac {1}{8}}\left({\frac {\rho ^{2}}{z^{2}}}\right)^{2}+\cdots \right]\\&=z+{\frac {\rho ^{2}}{2z}}-{\frac {\rho ^{4}}{8z^{3}}}+\cdots \end{aligned}}}
وإذا أخذنا في الاعتبار جميع حدود المتسلسلة الثنائية (ذات الحدين)، فلن يكون هناك تقريب.  دعونا نعوض بهذا التعبير في حجة الأسية داخل التكامل؛ مفتاح تقريب فرينل هو افتراض أن الحد الثالث صغير جدًا ويمكن تجاهله، ومن ثم أي أوامر أعلى. ولكي يصبح هذا ممكنا، يتعين عليه أن يساهم في تباين الأسية لحد يكاد يكون معدومًا. بعبارة أخرى، يجب أن تكون أصغر بكثير من فترة الأسية المعقدة، أي، {\displaystyle 2\pi }:
{\displaystyle k{\frac {\rho ^{4}}{8z^{3}}}\ll 2\pi .}
والتعبير عن k من حيث الطول الموجي،
{\displaystyle k={\frac {2\pi }{\lambda }},}
نحصل على العلاقة التالية:
{\displaystyle {\frac {\rho ^{4}}{z^{3}\lambda }}\ll 8.}
وبضرب كلا الطرفين في {\displaystyle z^{3}/\lambda ^{3},}، نحصل على
{\displaystyle {\frac {\rho ^{4}}{\lambda ^{4}}}\ll 8{\frac {z^{3}}{\lambda ^{3}}},}
أو من خلال استبدال التعبير السابق بـ {\displaystyle \rho ^{2}}
{\displaystyle {\frac {1}{\lambda ^{4}}}\left[(x-x')^{2}+(y-y')^{2}\right]^{2}\ll 8{\frac {z^{3}}{\lambda ^{3}}}.}
وإذا كان هذا الشرط صحيحًا بالنسبة لكل قيم x و x' و y و y' ، فيمكننا بذلك  تجاهل الحد الثالث في تعبير تايلور. وبالإضافة إلى ذلك، إذا كان الحد الثالث مهملًا، فإن جميع الحدود ذات الرتبة الأعلى ستكون أصغر، لذلك يمكننا تجاهلها أيضًا.
وبالنسبة للتطبيقات التي تتضمن أطوال موجية بصرية، يكون الطول الموجي (λ ) عادةً أصغر بعدة مرات من الأبعاد الفيزيائية ذات الصلة. بخاصة
{\displaystyle \lambda \ll z,}
و
{\displaystyle \lambda \ll \rho .}
وبالتالي، وبشكل عملي، فإن عدم المساواة (التفاوت) المطلوبة سوف تظل صحيحة دائمًا طالما أن
{\displaystyle \rho \ll z.}
ومن ثم يمكننا تقريب التعبير باستخدام الحدين الأولين فقط:
{\displaystyle r\approx z+{\frac {\rho ^{2}}{2z}}=z+{\frac {(x-x')^{2}+(y-y')^{2}}{2z}}.}
وهذه المعادلة تمثل تقريب فرينل، والتباين المذكور أعلاه هو شرط لصحة التقريب.

### حيود فرينل
شرط الصلاحية يبدو ضعيفًا إلى حد ما، ويسمح لجميع حدود الطول بأخذ قيم قابلة للمقارنة، شريطة أن تكون الفتحة صغيرة مقارنة بطول المسار. بالنسبة لـ (r ) في المقام، نتخذ خطوة أخرى ونقوم بتقريبها من خلال استخدام الحد الأول فقط، {\displaystyle r\approx z.} هذا صحيح وبشكل خاص إذا كنا مهتمين بسلوك المجال فقط في منطقة صغيرة قريبة من الأصل، حيث تكون قيم x و y أصغر بكثير من z . بشكل عام، يكون حيود فرينل صحيحًا إذا كان رقم فرينل يساوي "الواحد" تقريبًا.
وفي ضوء حدود فرينل، فالمجال الكهربائي عند النقطة {\displaystyle (x,y,z)} يكون معطى بالتالي  من خلال التعبير التالي:
{\displaystyle E(x,y,z)={\frac {e^{ikz}}{i\lambda z}}\iint _{-\infty }^{+\infty }E(x',y',0)e^{{\frac {ik}{2z}}\left[(x-x')^{2}+(y-y')^{2}\right]}\,dx'dy'.}

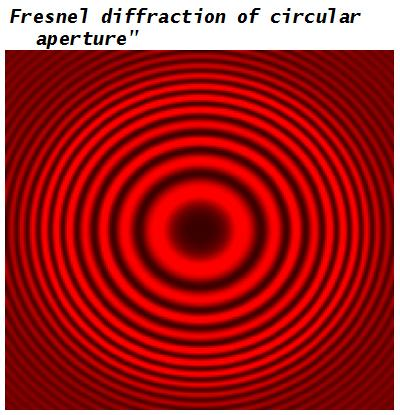
حيود فرينل للفتحة الدائرية، المرسومة باستخدام دوال لوميل

هذا هو تكامل حيود فرينل؛ وهو يعني أنه إذا كان تقريب فرينل صحيحًا، فإن المجال المنتشر يكون عبارة عن موجة كروية تنشأ عند الفتحة وتتحرك على طول z . والتكامل يعدل سعة ومرحلة الموجة الكروية. ولا يزال الحل التحليلي لهذا التعبير ممكنا فقط في حالات نادرة. وللحصول على حالة مبسطة أخرى، صالحة فقط لمسافات أكبر بكثير من مصدر الحيود، يمكن الرجوع إلى حيود فراونهوفر. على عكس حيود فراونهوفر، يأخذ حيود فرينل في الاعتبار انحناء مقدمة الموجة، من أجل حساب الطور النسبي للموجات المتداخلة بشكل صحيح.

## أشكال بديلة

### التفاف
يمكن التعبير عن التكامل بطرق أخرى بديلة؛ بهدف حسابه من خلال استخدام بعض الخصائص الرياضية. وإذا ما قمنا بتعريف الدالة
{\displaystyle h(x,y,z)={\frac {e^{ikz}}{i\lambda z}}e^{i{\frac {k}{2z}}(x^{2}+y^{2})},}
ومن ثم فالتكامل يمكن التعبير عنه بدلالة (أو في حدود) الالتفاف:
{\displaystyle E(x,y,z)=E(x,y,0)*h(x,y,z);}
بمعنى آخر، نحن نمثل الانتشار من خلال استخدام نمذجة المرشح الخطي. ولهذا السبب يمكننا أن نطلق على هذه الوظيفة {\displaystyle h(x,y,z)} الاستجابة النبضية للانتشار في الفضاء الحر.

### تحويل فورييه

تحويل فورييه

وهناك طريقة ممكنة أخري، وذلك من خلال تحويل فورييه. إذا عبرنا في التكامل عن k في حدود (أو بدلالة) الطول الموجي: {\displaystyle k={\frac {2\pi }{\lambda }}}
وتوسيع كل مكون من مكونات الإزاحة العرضية:
{\displaystyle {\begin{aligned}\left(x-x'\right)^{2}&=x^{2}+x'^{2}-2xx',\\\left(y-y'\right)^{2}&=y^{2}+y'^{2}-2yy',\end{aligned}}}
وعليه، يمكننا التعبير عن التكامل بدلالة تحويل فورييه ثنائي الأبعاد. دعونا نستخدم التعريف التالي:
{\displaystyle G(p,q)={\mathcal {F}}\{g(x,y)\}\equiv \iint _{-\infty }^{\infty }g(x,y)e^{-i2\pi (px+qy)}\,dx\,dy,}
حيث تمثل كل من  p و q  الترددات المكانية ( أرقام الموجة ). وتكامل فرينل يمكن التعبير عنه من خلال:
{\displaystyle {\begin{aligned}E(x,y,z)&=\left.{\frac {e^{ikz}}{i\lambda z}}e^{i{\frac {\pi }{\lambda z}}(x^{2}+y^{2})}{\mathcal {F}}\left\{E(x',y',0)e^{i{\frac {\pi }{\lambda z}}(x'^{2}+y'^{2})}\right\}\right|_{p={\frac {x}{\lambda z}},\ q={\frac {y}{\lambda z}}}\\&=h(x,y)\cdot G(p,q){\big |}_{p={\frac {x}{\lambda z}},\ q={\frac {y}{\lambda z}}}.\end{aligned}}}
بمعنى، أولاً، نضرب المجال المراد نشره بواسطة أسّي مركب، ونحسب تحويل فورييه ثنائي الأبعاد، وونستبدل {\displaystyle (p,q)} مع {\displaystyle \left({\tfrac {x}{\lambda z}},{\tfrac {y}{\lambda z}}\right)} ونضربها بعامل آخر. ويكون هذا التعبير أفضل من التعبيرات الأخرى عندما تؤدي العملية إلى تحويل فورييه معروف، ويتم تعزيز الاتصال مع تحويل فورييه في التحويل الرسمي الخطي، الذي سيتم مناقشته أدناه.

### التحويل الرسمي الخطي
من وجهة نظر التحويل الرسمي الخطي ، يمكن رؤية حيود فرينل على أنه قص (تحويل خطي) في مجال التردد الزمني، وهو ما يتوافق مع كيفية كون تحويل فورييه دورانًا في مجال التردد الزمني.